# Stjepan I di Croazia
Stjepan I Krešimirović (Stefano I di Croazia; fl. XI secolo) è stato re di Croazia dal 1030 al 1058. Fu un membro della dinastia dei Trpimirović del ramo dei Krešimirović.

## Biografia
Era figlio di Krešimir III.
Stjepan succedette al padre Krešimir III nel 1030 e proseguì la politica paterna volta a riprender il controllo sulle città costiere della Dalmazia ma invano. Cercò di ricostruire la potenza militare croata e nel 1032 inviò una buona parte della sua flotta marittima per aiutare l'Impero bizantino contro gli Arabi. Le tensioni fra i bizantini e arabi aumentarono dopo che i musulmani distrussero la chiesa del Santo Sepolcro a Gerusalemme. Stefano sfrutto la situazione a suo vantaggio per riappacificarsi con i sovrani bizantini e per contrastare l'espansionismo veneziano in Dalmazia.
Sotto Stefano I fiorirono i commerci, soprattutto fra le città dalmate e i nuovi centri della Slavonia che crebbero in popolazione e ricchezza (specialmente quelli situati lungo il fiume Sava), perché molti croati migrarono verso nord ed est per cercare nuove terre da coltivare. Le due più grandi città in Slavonia a quel tempo erano Zagabria e Sisak.
Sefano I governò fino al 1058, quando suo figlio, Petar Krešimir IV, gli succedette. 
Il re ebbe un altro figlio, di cui però non si ha traccia nemmeno del nome, e pare sia stato il padre del re Stefano II.